# 维日河
维日河（法語：Vige，法語發音：[viʒ]）是法国新阿基坦大区克勒兹省与上维埃纳省的河流，是托里永河的左支流，长27.9千米。